# Jean-Blaise Martin
Pour les articles homonymes, voir Martin.
Jean-Blaise Martin, né le 24 février 1768 à Paris et mort le 27 octobre 1837  à Ternand, est un musicien et chanteur lyrique.
Ce baryton a donné son nom à un type de voix particulière au répertoire français: le baryton-martin(ou baryton aigu, proche du ténor). Doté d’une voix légère, joliment timbrée, allant en voix de tête jusqu’au si aigu et d’une flexibilité singulière, Martin se permettait d’assumer aussi bien des rôles dans le registre plus grave car sa tessiture couvrait près de trois octaves : « [Il] réunit à la facilité prodigieuse des transitions, la gravité de la basse la plus prononcée, la légèreté et le timbre argentin de la haute-contre la plus élevée. »

## Biographie
Issu d’une famille de peintres vernisseurs et orphelin de bonne heure, il est recueilli par son oncle. Instruit dès l’âge de sept ans dans la musique, il montre une jolie voix de soprano enfant. Il n’obéit pas à la volonté de son oncle d’apprendre le métier d’orfèvre, et en cachette, il étudie d’abord le dessin, puis suit des cours de musique au collège d'Harcourt où il apprend le violon. Entretemps, il se fait engager comme violoniste au Théâtre de Monsieur. Il a dix-neuf ans et sa voix a pris une belle couleur de baryton. Suivant le conseil de Berton qui lui fait découvrir ses capacités vocales, il s’essayera à chanter, et souvent avec succès, des airs italiens aux concerts de l’hôtel Bullion. C’est le musicien italien Giovanni Battista Viotti qui, l’ayant surpris en train de chanter, le tirera de la fosse d’orchestre vers la scène. Il est refusé à l’Opéra à cause d'un manque de puissance, mais cet excellent comédien poursuivra dès lors une carrière toute trouvée dans l’opéra-comique.
Il débute en 1789, toujours au Théâtre de Monsieur, dans Le Marquis de Tulipano (II matrimonio inaspettato) de Giovanni Paisiello. Il entamera une carrière d’« amoureux concordant », selon le terme de l’époque, c’est-à-dire de jeune premier à la voix s’adaptant facilement à tous les registres. Il va rapidement se spécialiser dans les rôles de domestiques rusés et facétieux, alors très en vogue.
En 1794, il entre à la salle Favart où il devient la coqueluche des amateurs de chant comme des musiciens et librettistes qui le réclament en exclusivité. Il fait la connaissance de Pierre-Jean Garat qui allait devenir une des gloires du chant français mais qui n'était à cette époque qu'un chanteur débutant. Il va lui enseigner la musique et l'aider financièrement. Une amitié indéfectible le lie ensuite au célèbre chanteur Jean Elleviou et tous deux deviennent les interprètes préférés des mêmes compositeurs: Boieldieu, Isouard, Méhul, Dalayrac... et ont l’occasion de chanter devant le même public, notamment l’Empereur et de hautes personnalités. Ils auront comme partenaire, entre autres, la fameuse Dugazon. 
Martin enseigne le chant à partir du 1er avril 1816 et pendant deux ans au Conservatoire de Paris. Ayant appris l’harmonie avec le compositeur et chanteur Joseph Candeille, il avait lui-même fait représenter en 1796 un opéra-comique de sa composition, Les Oiseaux de mer, qui avait rencontré un succès mitigé. Vers 1820, sa carrière décline en même temps que sa santé vocale. Surtout, il n’échappe pas aux travers de la facilité. Son chant devient forcé et outrancier et amplifie ses anciens défauts : surcharge, vocalisation saccadée et abus d’ornements… Il obtient toujours du succès auprès des habitués mais essuie de nombreuses critiques, dont celles de Hector Berlioz dans La Critique musicale.
Après la mort de Garat, en mars 1823, il prend ses distances avec la scène et ne reviendra qu’en 1833 pour une douzaine de représentations des Souvenirs de Lafleur, opéra composé spécialement pour lui par Jacques Fromental Halévy, afin de soutenir le théâtre de l’Opéra-Comique en difficulté. En 1832, ayant repris pour cinq ans l’enseignement du chant au Conservatoire, il abandonne définitivement la scène l'année suivante, à 65 ans.
En 1836, accablé par la mort d’une de ses filles, et souffrant de troubles gastriques, il rejoint dans le Rhône son vieil ami Elleviou qui s'y était retiré depuis 1813, et chez lequel il meurt un mois plus tard. Son corps sera rapporté à Paris, où il est inhumé au cimetière du Père-Lachaise.

## Quelques rôles à succès

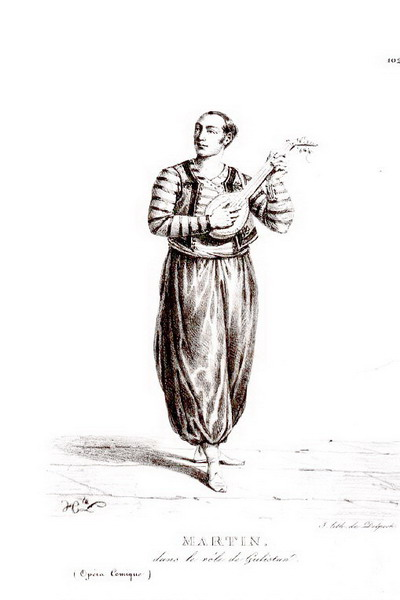
Martin dans le rôle-titre de Gulistan (1805).

- Euphrosine de Méhul (1790) : Alibour
- Les Visitandines de François Devienne (1792) : Frontin
- Maison à vendre de Nicolas Dalayrac (1800) : Dermont
- L'Irato ou l'Emporté de Étienne Nicolas Méhul (1801)
- Ma tante Aurore de François Adrien Boieldieu (1803)
- Les Confidences de Nicolo (1803)
- Gulistan de Dalayrac (1805)
- Lully et Quinault de Nicolo (1812)
- Jean de Paris de Boieldieu (1812) : Le sénéchal
- Koulouf de Dalayrac (1812)
- Le Nouveau Seigneur de village de Boieldieu (1813) : Frontin
- Joconde de Nicolo (1814)
- Jeannot et Colin de Nicolo (1814)
- La Fête du village voisin de Boieldieu (1816)
- Le Petit Chaperon rouge de Boieldieu (1818)
- La Sérénade de Sophie Gail (1818)
- Les Voitures versées de Boieldieu (1820), 2e version
- Le Maitre de chapelle de Ferdinando Paër (1821) : Barnabé
- Aladin ou la Lampe merveilleuse de Nicolo et Benincori (1822)
- Le Charme de la voix de Charles Gaugiran-Nanteuil : Lafleur
- Les Souvenirs de Lafleur de Jacques Fromental Halévy (1833) : Lafleur